# Bausparkasse Deutsche Erde
Die Bausparkasse Deutsche Erde war eine 1931 gegründete und im Jahre 1933 aufgelöste Bausparkasse in Wüstenrot im heutigen Landkreis Heilbronn.

## Geschichte
Das „Einzimmerunternehmen“ hatte seinen Sitz in der Gemeinde Wüstenrot in der dortigen Löwensteiner Straße 38. Gründer war der Diplom-Volkswirt Ernst Kümmerle. Kümmerle war zuvor ein führender Mitarbeiter der von Georg Kropp gegründeten Gemeinschaft der Freunde GdF Wüstenrot (heute Bausparkasse Wüstenrot) gewesen.
Das Bausparen nahm in der Weimarer Republik einen unerwarteten Aufschwung. Zu Beginn der 1920er-Jahre wurden die ersten Kassen gegründet, zum Stichtag September 1932 waren im Deutschen Reich 336 Bausparkassen registriert. Am 1. September 2004 gab es in der Bundesrepublik Deutschland noch 27 Bausparkassen. Kümmerles Bausparkasse war nur mäßig erfolgreich. Der ordentliche Geschäftsbetrieb wurde 1933 eingestellt.
Das Haus in der Löwensteiner Straße 38 wurde 1932 von dem Architekten Wilhelm Finkbeiner geplant. In ihm wohnte Ernst Kümmerle mit seinen drei Töchtern, die teilweise in dem Unternehmen angestellt waren. Es ist Teil des Bauspargeschichtlichen Rundweges durch das Dorf Wüstenrot, der seinen Ausgangspunkt beim Bauspar-Museum in Wüstenrot hat.